# Tunç Hamarat
Tunç Hamarat (Istanboel, 1 december 1946) is een van oorsprong Turkse schaker die in 1994 Oostenrijker werd. Hij is, sinds 1997,  grootmeester correspondentieschaken (GMc).
Hamarat werd de winnaar van het 16e kampioenschap correspondentieschaak ICCF, 1999-2004, en daarmee wereldkampioen correspondentieschaak; Rudolf Maliangkay werd tweede.

## Levensloop
Hamarat studeerde natuurkunde aan de Technische Universiteit van het Midden-Oosten (ODTÜ) in Ankara. In 1972 verhuisde hij naar Wenen, Oostenrijk, voor zijn mastertitel technische natuurkunde aan de Technische Universiteit van Wenen. In 1976 ging hij tijdelijk terug naar İzmir, Turkije, voor de militaire dienstplicht. Sinds 1972 woont hij in Oostenrijk en hij is Oostenrijks staatsburger sinds 1994. Hij werkt voor een telecommunicatiebedrijf in Wenen.
In bordschaken speelde hij drie keer in de finale van het kampioenschap van Turkije. In Wenen speelde hij in de hoogste competitie. Maar sinds 1963 is zijn primaire interesse correspondentieschaken, naar eigen zeggen omdat hij een perfectionist is; in 1997 werd hij GMc.
Hamarat is ook een professioneel backgammonspeler, behorend tot de top in Oostenrijk; hij won diverse titels in internationale backgammontoernooien. Hij is deskundige op het gebied van jazzmuziek en werkt als jazz-dj in Wenen.
De Oostenrijkse posterijen hebben een postzegel met zijn beeltenis uitgegeven. De krant Wiener Zeitung heeft noemde hem de 'Wenenaar van de maand'.

## Externe koppelingen
- (en)   Informatie over schaakpartijen van Tunç Hamarat op ChessGames.com
- (en)   Informatie over schaakpartijen van Tunç Hamarat op 365chess.com